# Alberto Tenenti
Alberto Tenenti (ur. 5 czerwca 1924, zm. 11 listopada 2002) – włosko-francuski historyk, mediewista, związany ze Szkołą Annales. 

## Życiorys
Absolwent uniwersytetu w Pizie. W 1947 wyjechał do Francji gdzie związał się z takimi historykami jak: Lucien Febvre i Fernand Braudel. Pracował w École des hautes études en sciences sociales. Zajmował się historią okresu średniowiecza, renesansu i  reformacji. 

## Wybrane publikacje
- La Vie et la Mort à travers l'art du XVe siècle, Paris, Armand Colin, "Cahiers des Annales" 8, 1952
- Il senso delia morte e l'amore della vita nel Rinascimento (Francia e Italia), Turin, Einaudi, 1957
- trad. franç. de Simone Matarasso-Gervais, Sens de la mort et amour de la vie : Renaissance en Italie et en France, Québec-Paris, S. Fleury-L'Harmattan, 1983
- Naufrages, corsaires et assurances maritimes à Venise (1592-1609), Paris, Bibliothèque générale de l'École pratique des hautes études, 1959
- Venezia e i corsari, 1580-1615, Bari, Laterza, 1961
- (współautor: Cristoforo da Canal), La Marine vénitienne avant Lépante, Paris, Bibliothèque générale de l'École pratique des hautes études, 1962
- Fischer Weltgeschichte, t. 12 : Die Grundlegung der modernen Welt : Spätmittelalter, Renaissance, Reformation, avec Ruggiero Romano (dir.), Francfort-sur-le-Main, 1967
- (współautor: Ruggiero Romano), Alle origini del mondo moderno (1350-1550), Feltrinelli, Milano 1967
- Florence à l'époque des Médicis : de la cité à l'État, Paris, Flammarion, 1968
- Firenze dal Comune a Lorenzo il Magnifico : 1350-1494, Milan, Mursia, 1970
- Credenze, ideologie, libertinismi tra Medioevo ed età moderna, Bologne, Il Mulino, 1978
- Stato, un'idea, una logica : dal comune italiano all'assolutismo francese, Bologne, Il Mulino, 1987
- L’età moderna : XVI-XVIII secolo, Bologne, Il Mulino, 1990
- L'Italia del Quattrocento : economia e società, Laterza, 1996
- Dalle rivolte alle rivoluzioni, Bologne, Il Mulino, 1997
- Venezia e il senso del mare : storia di un prisma culturale dal XIII al XVIII secolo, Milan, Guerini e associati, 1999
- Sovranità e ragion di stato nell'Italia del secondo Cinquecento, "Studi Veneziani", numéro spécial 39, 2000, s. 97-112